# Damaeolus cellulatus
Damaeolus cellulatus är en kvalsterart som beskrevs av Subías, Ruiz och Kahwash 1990. Damaeolus cellulatus ingår i släktet Damaeolus och familjen Damaeolidae. Inga underarter finns listade i Catalogue of Life.